# Darkstalkers Chronicle: The Chaos Tower
Darkstalkers Chronicle: The Chaos Tower, conosciuto in Giappone con il titolo Vampire Chronicle: The Chaos Tower (ヴァンパイア クロニクル ザ カオス タワー?, Vanpaia Kuronikuru Za Kaosu Tawā), è un videogioco di combattimenti a incontri della Capcom per PlayStation Portable. È stato pubblicato il 12 dicembre 2004, in occasione del lancio della PSP in Giappone, ed il 24 marzo 2005 in America Settentrionale, una settimana dopo il lancio americano della PSP.
Si tratta di una conversione del videogioco per Dreamcast Vampire Chronicle for Matching Service, uscito esclusivamente in Giappone, che a sua volta era una versione di Vampire Savior che permetteva ai giocatori di scegliere il proprio stile di combattimento fra tutti e cinque i titoli per arcade di Darkstalkers (DarkStalkers, Night Warriors, Vampire Savior, and the Japan-only Vampire Savior 2 e Vampire Hunter 2).